# Modelo de prototipos
El Modelo de prototipos, en Ingeniería de software, pertenece a los modelos de desarrollo evolutivo. El prototipo debe ser construido en poco tiempo, usando los programas adecuados y no se debe utilizar muchos recursos.

El diseño rápido se centra en una representación de aquellos aspectos del software que serán visibles para el cliente o el usuario final. Este diseño conduce a la construcción de un prototipo previo a la divulgación es decir a la innovación , el cual es evaluado por el cliente para una retroalimentación; gracias a esta se refinan los requisitos del software que se desarrollará. La interacción ocurre cuando el prototipo se ajusta para satisfacer las necesidades del cliente. Esto permite que al mismo tiempo el desarrollador entienda mejor lo que se debe hacer y el cliente vea resultados a corto plazo.

## Etapas
- Comunicación
- Analogía
- Plan rápido.
- Modelado, diseño rápido
- Construcción del Prototipo
- Desarrollo, entrega y retroalimentación
- Entrega del final
- invento

## Ventajas
- Este modelo es útil cuando el cliente conoce los objetivos generales para el software, pero no identifica los requisitos detallados de entrada, procesamiento o salida.
- También ofrece un mejor enfoque cuando el responsable del desarrollo del software está inseguro de la eficacia de un algoritmo, de la adaptabilidad de un sistema operativo o de la forma que debería tomar la interacción humano-máquina
- Se puede reutilizar el código..

La construcción de prototipos se puede utilizar como un modelo del proceso independiente, se emplea más comúnmente como una técnica susceptible de implementarse dentro del contexto de cualquiera de los modelos del proceso expuestos. Sin importar la forma en que este se aplique, el paradigma de construcción de prototipos ayuda al desarrollado de software y al cliente a entender de mejor manera cuál será el resultado de la construcción cuando los requisitos estén satisfechos. De esta manera, este ciclo de vida en particular, involucra al cliente más profundamente para adquirir el producto.

## Inconvenientes
- El usuario tiende a crearse unas expectativas cuando ve el prototipo de cara al sistema final. A causa de la intención de crear un prototipo de forma rápida, se suelen desatender aspectos importantes, tales como la calidad y el mantenimiento a largo plazo, lo que obliga en la mayor parte de los casos a reconstruirlo una vez que el prototipo ha cumplido su función. Es frecuente que el usuario se muestre reacio a ello y pida que sobre ese prototipo se construya el sistema final, lo que lo convertiría en un prototipo evolutivo, pero partiendo de un estado poco recomendado.
- En aras de desarrollar rápidamente el prototipo, el desarrollador suele tomar algunas decisiones de implementación poco convenientes (por ejemplo, elegir un lenguaje de programación incorrecto porque proporcione un desarrollo más rápido). Con el paso del tiempo, el desarrollador puede olvidarse de la razón que le llevó a tomar tales decisiones, con lo que se corre el riesgo de que dichas elecciones pasen a formar parte del sistema final.

## Conclusiones
A pesar de que tal vez surjan problemas, la construcción de prototipos puede ser un paradigma efectivo para la ingeniería del software. La clave es definir las reglas del juego desde el principio; es decir, el cliente y el desarrollador se deben poner de acuerdo en: 
- Que el prototipo se construya y sirva como un mecanismo para la definición de requisitos.
- Que el prototipo se descarte, al menos en parte.
- Que después se desarrolle el software real con un enfoque hacia la calidad.